# Takayuki Ono
Pour les articles homonymes, voir Ono.
Takayuki Ono (尾野貴之, Ono Takayuki) (né le 11 février 1983 à Tomakomai au Japon) est un joueur professionnel japonais de hockey sur glace. Il évoluait au poste de défenseur.

## Carrière de joueur
Il commence sa carrière professionnelle dans son pays natal, le Japon, avec les Nikko Kobe IceBucks en 2005-2006. Il évolue avec ce club jusqu'au terme de la saison 2008-2009. En avril 2009, il signe avec le club sud-coréen Anyang Halla. Il devient alors le troisième japonais à évoluer pour cette équipe. Après deux saisons, il retourne évoluer avec les Nikko Kobe IceBucks.

## Statistiques
| Saison    | Équipe              | Ligue       |    | Saison régulière | Saison régulière | Saison régulière | Saison régulière | Saison régulière |   | Séries éliminatoires | Séries éliminatoires | Séries éliminatoires | Séries éliminatoires | Séries éliminatoires |
| Saison    | Équipe              | Ligue       | PJ | B                | A                | Pts              | Pun              | PJ               | B | A                    | Pts                  | Pun                  |                      |                      |
| 2005-2006 | Nikko Kobe IceBucks | Asia League | 38 | 6                | 5                | 11               | 28               | 3                | 0 | 0                    | 0                    | 0                    |                      |                      |
| 2006-2007 | Nikko Kobe IceBucks | Asia League | 29 | 2                | 8                | 10               | 26               | 7                | 0 | 2                    | 2                    | 14                   |                      |                      |
| 2007-2008 | Nikko Kobe IceBucks | Asia League | 30 | 2                | 6                | 8                | 24               | 3                | 0 | 0                    | 0                    | 0                    |                      |                      |
| 2008-2009 | Nikko Kobe IceBucks | Asia League | 33 | 4                | 7                | 11               | 55               | -                | - | -                    | -                    | -                    |                      |                      |
| 2009-2010 | Anyang Halla        | Asia League | 36 | 3                | 11               | 14               | 10               | 9                | 1 | 1                    | 2                    | 6                    |                      |                      |
| 2010-2011 | Anyang Halla        | Asia League | 36 | 1                | 6                | 7                | 14               | 4                | 0 | 0                    | 0                    | 2                    |                      |                      |
| 2011-2012 | Nikko Kobe IceBucks | Asia League | 36 | 2                | 5                | 7                | 26               | 9                | 1 | 1                    | 2                    | 6                    |                      |                      |
| 2012-2013 | Nikko Kobe IceBucks | Asia League | 33 | 0                | 12               | 12               | 18               | -                | - | -                    | -                    | -                    |                      |                      |
| 2013-2014 | Nikko Kobe IceBucks | Asia League | 28 | 1                | 10               | 11               | 16               | -                | - | -                    | -                    | -                    |                      |                      |
| 2014-2015 | Nikko Kobe IceBucks | Asia League | 32 | 0                | 7                | 7                | 16               | -                | - | -                    | -                    | -                    |                      |                      |